# Eupithecia artemesiata
Eupithecia artemesiata är en fjärilsart som beskrevs av Alexandre Constant 1884. Eupithecia artemesiata ingår i släktet Eupithecia och familjen mätare. Inga underarter finns listade i Catalogue of Life.